# HD 32518
HD 32518 — звезда, которая находится в созвездии Жирафа на расстоянии около 383 световых лет от нас. Вокруг звезды обращается, как минимум, одна планета.

## Характеристики
HD 32518 представляет собой оранжевый гигант: по размерам она превосходит Солнце в 10 с лишним раз, но её масса равна 1,13 солнечной. Это довольно старая звезда, её возраст оценивается приблизительно в 5,83 миллиарда лет. Температура поверхности на ней достигает 4580 кельвинов.

## Планетная система
В сентябре 2009 года было объявлено об открытии планеты-гиганта HD 32518 b в системе. Она относится к классу так называемых горячих юпитеров: находясь слишком близко к родительской звезде (на расстоянии 0,59 а. е.), её атмосфера должна сильно нагреваться и даже испаряться в открытый космос. Полный оборот вокруг звезды она совершает за 157 суток.